# Nano (Texteditor)
Nano ist ein freier Texteditor für Unix- und ähnliche Systeme, etwa Linux, sowie für Windows. Im Gegensatz zu anderen Unix-Texteditoren für die Befehlszeile – wie etwa vi – ist der Funktionsumfang von Nano teilweise geringer, dafür ist Nano aber einfacher zu bedienen. Die Schreibanwendung ist ein GNU-Nachbau des Texteditors Pico, der in Pine, einem E-Mail-Programm und Newsreader, verwendet wird. Nano ist in C geschrieben und verwendet die ncurses-Bibliothek.
Seine erste Veröffentlichung im Jahr 1999 trug den Namen TIP – was für ‚TIP isn't Pico‘ (rekursives Akronym) stand.

## Funktionen
Nano zählt nicht zu den leistungsfähigsten Texteditoren, unterstützt jedoch alle grundlegenden Funktionen: Bearbeiten, Ausschneiden, Kopieren, Einfügen, Blättern, Suchen und Ersetzen. Außerdem bietet er Syntaxhervorhebung für verbreitete Sprachen. In Version 2.4.0 wurde eine durchgängige Rückgängig-Funktion ergänzt, seit 2.9.0 ist auch eine Makro-Einrichtung verfügbar.
Die Bedienung erfolgt grundsätzlich über die Tastatur. Um Funktionen wie Speichern und Ausschneiden zu nutzen, stehen konfigurierbare Tastenkombinationen zur Verfügung.